# Svetlana Kitova
Svetlana Aleksandrovna Kitova (rusko Светлана Александровна Китова), ruska atletinja, * 25. junij 1960, Dušanbe, Sovjetska zveza, † 20. november 2015, Jonesboro, Arkansas, ZDA.
Ni nastopila na poletnih olimpijskih igrah. Na svetovnih dvoranskih prvenstvih je v teku na 1500 m osvojila srebrno medaljo leta 1989 in bronasto leta 1987, na evropskih dvoranskih prvenstvih pa naslova prvakinje v teku na 800 m leta 1983 in teku na 1500 m leta 1986 ter še srebrno in bronasto medaljo.